# Fred Fields
Fred Michael Fields (1954) é um ilustrador estadunidense, notório por seus trabalhos realizados para a extinta empresa de jogos de RPG chamada TSR, comprada pela Wizards of the Coast.